# Johnny Hooker
John Donovan Maia, más conocido como Johnny Hooker (Recife, 6 de agosto de 1987), es un cantante, compositor, actor y guionista brasileño. Ganó el Prêmio da Música Brasileira ("Premio de la Música Brasileña") como Mejor Cantante en la categoría Canción Popular.
Sus canciones son conocidas por dar vida a bandas sonoras, como "Volta" (pista de la película "Tatuagem"), "Amor Marginal" (pista de la telenovela "Babilônia") y "Alma Sebosa" (pista de la telenovela "Geração Brasil", en el que Johnny interpretó al personaje de Thales Salgado).
Su primer disco en solitario, el aclamado "Eu Vou Fazer uma Macumba pra Te Amarrar, Maldito!" alcanzó el 1er lugar en la plataforma de streaming Deezer y también fue el número 1 en la lista MPB de iTunes Brasil.

## Biografía
El abuelo de Johnny Hooker era irlandés (de donde procede el apellido "Donovan"); llegó a Brasil después de la Segunda Guerra Mundial y durante el viaje en barco conoció a su futura esposa. Sin embargo, la pareja se separó antes de que naciera Johnny Hooker. El cantante asegura que sólo vio a su abuelo "tres o cuatro veces" en toda su vida, cuando aún era un niño.

### Vida personal
Johnny Hooker no tiene reparos en ocultar su orientación sexual, pero revela que tiene una gran audiencia femenina y que trata a las mujeres con respeto:

Soy totalmente gay, no tendría que ocultarlo. Hay que dejar de lado el puritanismo, lo provinciano. Creo que la música le da al artista más libertad para salir del armario. Sin embargo, la mayoría de mi audiencia son mujeres, heterosexuales o homosexuales. Se vuelven locas en el show. Creo que es porque también canto para mujeres, asumo los personajes de las canciones. Me comunico con ellas respetuosamente. Es bueno que nos comprendan, cuando esta es la propuesta.

## Carrera
Su estilo visual/musical se basa en personajes del glam rock, pop y Tropicalismo. Sus principales referentes son David Bowie, Madonna y Caetano Veloso. El cantante afirma que es la tríada que lo forma como artista y la llama: "Santíssima Trindade", ya que son sus mayores inspiraciones: "Bowie es papá, Madonna es mami y Caetano Veloso es el Espírito Santo", declaró en una entrevista. Hooker destaca referencias a las figuras de Freddie Mercury, Edy Star, Cazuza, Michael Jackson y Mick Jagger.
Sus espectáculos tienen un contenido de alto rendimiento y un discurso subversivo, que incluye cambios de vestuario, mucho maquillaje, defensa de las drogas y mujeres desnudas en el escenario. En 2011, recibió la nominación a revelación en los Premios Multishow de Música Brasileña, la cual fue bien aceptada por la crítica especializada.
En 2009 debutó como actor en el cortometraje "Não me Deixe em Casa", del cineasta Daniel Aragão, y en 2013 participó en la banda sonora del largometraje "Tatuagem", de Hilton Lacerda, donde el cantante también hace acto de presencia cantando el tema principal de la película.
En 2014, Johnny fue elegido para unirse al elenco de una telenovela de las 19 horas de la Rede Globo titulada "Geração Brasil". En la telenovela, Johnny interpretó al músico Thales Salgado. Además de actuar, Johnny también forma parte de la banda sonora de la telenovela con "Alma Sebosa", tema del personaje de Barata (Leandro Hassum).
El 27 de septiembre de 2014 lanzó el videoclip de "Alma Sebosa", dirigido por Giovana Machline y con la participación de varios actores del elenco de "Geração Brasil" como Chandelly Braz, Luis Miranda y Rodrigo Pandolfo. El clip también contó con apariciones especiales de Jesuíta Barbosa ("Tatuagem") y la cantante Zélia Duncan. El video de "Alma Sebosa" obtuvo el 1er lugar en la categoría video musical en el 16º Festcine, en Recife, y fue incluido en varias listas de los mejores videoclips del año.
En diciembre de 2014, el presentador y periodista Zeca Camargo escribió en su blog sobre la música de Johnny:

'Alma sebosa', quizás la canción en portugués que más escuché este año (y sólo paré a escucharla correctamente después del segundo semestre), fue sólo la punta del iceberg. Pero qué placer fue chocar contra este glaciar y hundirse en el pop de Johnny Hooker... Y la música – muy brasileña, muy moderna y lejos de los clichés – es irresistible.

En el primer trimestre de 2015, Johnny estrenó su primera película como director y guionista, el cortometraje "Classic". "Amor Marginal", canción incluida en el álbum debut "Eu Vou Fazer Uma Macumba para te Amarrar, Maldito!" fue elegida para formar parte de la banda sonora de la telenovela de las 21 h, "Babilônia", que se estrenó en Brasil el 16 de marzo de 2015.
El disco "Eu Vou Fazer Uma Macumba para Te Amarrar, Maldito!" Fue lanzado el 22 de febrero de 2015, teniendo buena respuesta en las plataformas musicales. El álbum ocupó el primer lugar en Deezer y el 14 en iTunes. En los días posteriores a la presentación de la canción "Amor Marginal" en la telenovela "Babilônia", el álbum alcanzó la cima del chart MPB de iTunes y "Amor Marginal" alcanzó el puesto 11 en la general.
Johnny ganó el 26º Premio de la Música Brasileña en la categoría Mejor Cantante, por su trabajo en su álbum "Eu Vou Fazer Uma Macumba pra Te Amarrar, Maldito!". Durante la ceremonia de premiación, que tuvo lugar el 10 de junio de 2015, Johnny también cantó "Lama" junto a Alcione en homenaje a María Bethânia, habiendo sido uno de los platos fuertes de la noche por la prensa especializada.
El 4 de julio de 2015 participó del programa "Altas Horas", de Serginho Groisman, con la interpretación de la canción "Alma Sebosa". Su participación hizo que la etiqueta "Johnny Hooker" se convirtiera en trending topic de Twitter en Brasil. Aún en julio participó del programa "Mariana Godoy Entrevista". Su participación pronto se convirtió en el vídeo más visto en la web del programa.
El 11 de agosto Johnny participó del "Encontro con Fátima Bernardes". En el programa cantó "Amor Marginal", "Alma Sebosa" y también cantó una versión especial de "Garçom", éxito de Reginaldo Rossi, en honor al Día del Camarero. Su participación en el programa hizo que la etiqueta "Johnny Hooker" entrara por segunda vez en los trending topics de Twitter en Brasil. El 18 de agosto Johnny fue uno de los entrevistados en "Programa do Jô", posteriormente la etiqueta "Johnny Hooker" entró al aire del programa en los trending topics de Twitter en Brasil por tercera vez.
El 24 de agosto, el tema de apertura de la telenovela de las 21 h, "Babilônia", fue cambiado, reemplazándolo por "Amor Marginal". La etiqueta "Amor Marginal" entró en los trending topic de Twitter en Brasil. El 20 de septiembre se lanzó el video del tema "Amor Marginal". La etiqueta "Amor Marginal" estuvo entre los trending topics en Brasil. El clip fue dirigido por Matheus Senra y contó con la participación de Ariclenes Barroso ("Tatuagem"), Carol Macedo ("Passione") y Luis Miranda ("Geração Brasil"). En tan solo una semana, el clip tuvo más de 130 mil reproducciones.
En enero de 2016, el álbum "Eu Vou Fazer Uma Macumba pra Te Amarrar, Maldito!" fue elegido por la revista Rolling Stone, la publicación musical más importante del Brasil, como uno de los mejores álbumes del año, por el Jurado Oficial y Votación Popular. La canción homónima del álbum también fue votada como una de las mejores del año por ambos jurados, quedando en 2º lugar como una de las mejores canciones del año por Votación Popular.
Fafá de Belém regrabó la canción "Volta", compuesta por Johnny, en su nuevo álbum "Do Tamanho Certo para meu Sorriso" de 2015.
En febrero de 2016, se lanzó el video del tema "Segunda Chance". El video fue dirigido por la cineasta y ex VJ de MTV Brasil Marina Person, en su primera incursión en el género. En agosto de 2016, la regrabación de Johnny de "Pense em Mim", un gran éxito de los años 90 interpretada por Leandro & Leonardo, fue incluida en la banda sonora de la serie de TV Globo "Justiça", de José Luiz Villamarim. A principios de septiembre, Johnny presentó su versión en el programa "Encontro com Fátima Bernardes". El vídeo de la presentación se volvió viral y alcanzó más de 2 millones de reproducciones.
En julio de 2017, se lanzó el nuevo álbum de Johnny Hooker, titulado "Coração", que presenta, como primer tema, la canción "Flutua", en colaboración con Liniker. Johnny Hooker ya ha acumulado más de 25 millones de visitas de sus videoclips en YouTube, 21 millones de las cuales sólo en su canal oficial.

## Filmografía[32]

### Cine
| Año  | Título                  | Personaje                    | Notas        |
| ---- | ----------------------- | ---------------------------- | ------------ |
| 2009 | Não Me Deixe em Casa    | Carlos                       | Cortometraje |
| 2011 | Febre do Rato           | Tito                         |              |
| 2013 | Tatuagem                | Cantante en el club nocturno |              |
| 2016 | O Ateliê da Rua do Brum | Osíris                       |              |
| 2018 | Berenice Procura        | Vicente                      |              |

### Televisión
| Año  | Título                  | Personaje     | Notas        |
| ---- | ----------------------- | ------------- | ------------ |
| 2013 | A Menina Sem Qualidades | Amigo de Toni | Episodio:"2" |
| 2014 | Geração Brasil          | Thales        |              |

## Discografía
Álbumes de estudio
| Álbum                                             | Año  |
| ------------------------------------------------- | ---- |
| Eu Vou Fazer Uma Macumba Pra Te Amarrar, Maldito! | 2015 |
| Coração                                           | 2017 |
| ØRGIA                                             | 2022 |

Como Johnny & The Hookers
| Álbum     | Año  |
| --------- | ---- |
| Roquestar | 2012 |

Álbumes en vivo
| Álbum                       | Año  |
| --------------------------- | ---- |
| Macumba - Ao Vivo em Recife | 2021 |

EPs
| EP                             | Año  |
| ------------------------------ | ---- |
| The Blink Of The Whore's Pussy | 2004 |
| Ultra Violence Discotheque     | 2007 |
| Fire!                          | 2008 |

Singles
| Sencillo                                                       | Álbum                                             | Año  |
| -------------------------------------------------------------- | ------------------------------------------------- | ---- |
| "Eu Vou Fazer Uma Macumba Pra Te Amarrar, Maldito!"            | Eu Vou Fazer Uma Macumba Pra Te Amarrar, Maldito! | 2012 |
| "Volta"                                                        | Eu Vou Fazer Uma Macumba Pra Te Amarrar, Maldito! | 2013 |
| "Alma Sebosa"                                                  | Eu Vou Fazer Uma Macumba Pra Te Amarrar, Maldito! | 2014 |
| "Hoje Eu Quero Sair Só" (feat. Lenine)                         | -                                                 | 2015 |
| "Amor Marginal"                                                | Eu Vou Fazer Uma Macumba Pra Te Amarrar, Maldito! | 2015 |
| "Desbunde Geral"                                               | Eu Vou Fazer Uma Macumba Pra Te Amarrar, Maldito! | 2016 |
| "Segunda Chance"                                               | Eu Vou Fazer Uma Macumba Pra Te Amarrar, Maldito! | 2016 |
| "Você Ainda Pensa?"                                            | Eu Vou Fazer Uma Macumba Pra Te Amarrar, Maldito! | 2016 |
| "Flutua" (feat. Liniker)                                       | Coração                                           | 2017 |
| "Beija-flor"                                                   | -                                                 | 2018 |
| "Tango" (con Bemti)                                            | Era Dois                                          | 2018 |
| "Corpo Fechado" (feat. Gaby Amarantos)                         | Coração                                           | 2018 |
| "Me Esqueça" (con Igor de Carvalho)                            | Cabeça Coração                                    | 2019 |
| "Elas Tão Enlouquecendo" (con Byanka Nicoli)                   | -                                                 | 2019 |
| "Escolheu A Pessoa Errada Para Humilhar" (feat. Boss In Drama) | -                                                 | 2019 |
| "Pronta Pro Rolê" (con Karol Conká & Haikaiss)                 | -                                                 | 2019 |
| "Abandonada - Ao Vivo" (feat. Fafá de Belém)                   | Macumba - Ao Vivo em Recife                       | 2021 |
| "Vermelho - Ao Vivo" (feat. Fafá de Belém)                     | Macumba - Ao Vivo em Recife                       | 2021 |
| "Eu Menti Para Você - Ao Vivo" (feat. Karina Buhr)             | Macumba - Ao Vivo em Recife                       | 2021 |
| "Eu Sou Um Monstro - Ao Vivo" (feat. Karina Buhr)              | Macumba - Ao Vivo em Recife                       | 2021 |
| "Álcool - Ao Vivo" (feat. Isaar)                               | Macumba - Ao Vivo em Recife                       | 2021 |
| "Garçom - Ao Vivo" (feat. Otto)                                | Macumba - Ao Vivo em Recife                       | 2021 |
| "Ciranda de Maluco - Ao Vivo" (feat. Otto)                     | Macumba - Ao Vivo em Recife                       | 2021 |
| "Veneno" (con Mart'nália)                                      | Veneno                                            | 2021 |
| "Believe" (con Catto)                                          | -                                                 | 2021 |
| "Flutua - Falas do Orgulho" (con Majur & Pabllo Vittar)        | Especial Falas do Orgulho                         | 2021 |
| "Amante de Aluguel"                                            | ØRGIA                                             | 2021 |
| "Larga Esse Boy Pra Lá" (feat. Jáder)                          | ØRGIA                                             | 2021 |
| NHAC! (con CHAMELEO)                                           | ECDISE                                            | 2022 |
| CUBA                                                           | ØRGIA                                             | 2022 |
| "Eu Te Desafio a Me Amar"                                      | ØRGIA                                             | 2022 |

Otros
| -                                                                | Año  |
| ---------------------------------------------------------------- | ---- |
| Hard Beat (dirigido por Sofia Egito)                             | 2008 |
| Amor Marginal (Multishow)                                        | 2010 |
| Geleia do Rock - 2da Temporada (Show das Vencedoras) - Multishow | 2010 |
| Candeias Rock City                                               | 2011 |
| Só pra Ser Teu Homem" (dirigido por Dani Neves)                  | 2012 |

## Premios

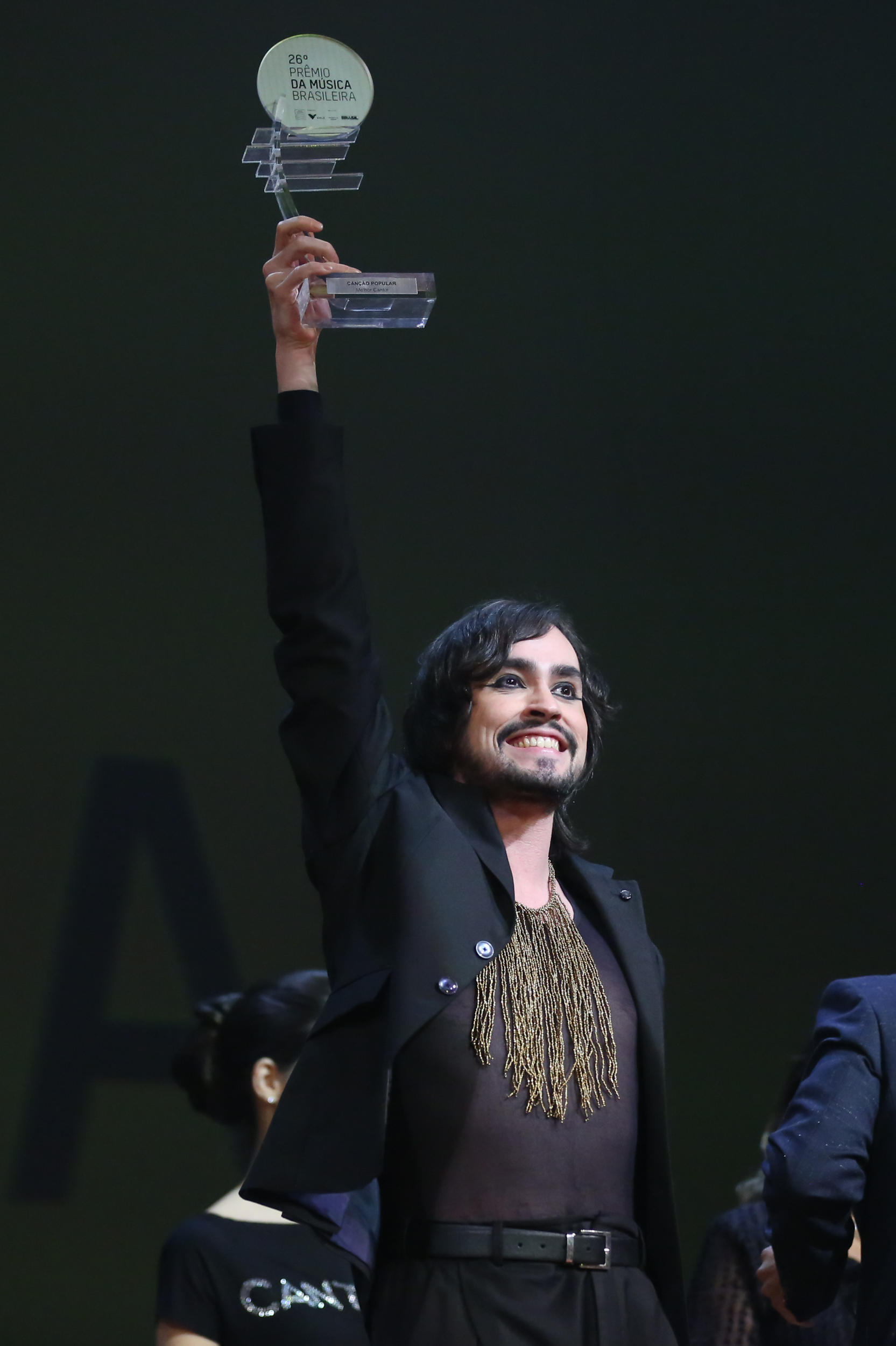
Johnny Hooker elegido Mejor Cantante en la categoría Canción Popular en los Premios de la Música Brasileña en 2015

- 2004 - Finalista del "Festival Microfonia"[36]
- 2004 - Nominado al premio de Artista Revelação del sitioweb RecifeRock!
- 2006 - Finalista del "Festival Microfonia"[37]
- 2008 - Ganador del Festival Microfonia[38]
- 2010 - Seleccionado para el "Edital Nacional Conexão Vivo"
- 2010 - Nominado al "International Songwriting Competition" - Categoría Dance[39]
- 2010 - Ganador del "Prêmio de Melhor Show do Ano - Troféu Sonar PE"[39]
- 2010 - Ganador del "Programa Geleia do Rock" - Multishow[40]
- 2011 - Nominado al "Premio Multishow de Música Brasileira - Categoria Revelação"[39]
- 2013 - Ganador en la "Categoría Clipe - Festcine PE - 2º Lugar"
- 2013 - Mejor canción original - "Prêmio Anfitrião 2013" - "Volta" para la película Tatuagem[41]
- 2014 - Ganador en la Categoría "Clipe - Festcine PE - 1º lugar"[42]
- 2015 - Ganador en la Categoría "Melhor Cantor - Categoria Canção Popular" - 26º Prêmio da Música Brasileira[43]
- 2015 - Nominado - Revelación - "Melhores do Ano - UOL Música"[44]
- 2015 - Ganador - "Melhor Música do Ano" por "Eu Vou Fazer Uma Macumba pra Te Amarrar, Maldito!" -  2º Lugar - Voto Popular - Rolling Stone Brasil[27]
- 2015 - Ganador - "Melhor Álbum do Ano" por "Eu Vou Fazer Uma Macumba pra Te Amarrar, Maldito!" - 3º Lugar - Voto Popular - Rolling Stone Brasil[27]
- 2015 - Ganador - "Melhor Música do Ano" por "Eu Vou Fazer Uma Macumba pra Te Amarrar, Maldito!" - Júri Oficial - Rolling Stone Brasil[27]
- 2015 - Ganador - "Melhor Álbum do Ano" por "Eu Vou Fazer Uma Macumba pra Te Amarrar, Maldito!" - Júri Oficial - Rolling Stone Brasil[27]